# August Mandorfer

August Mandorfer auf der Anklagebank vor dem Landesgericht Steyr im Juli 2013

August Mandorfer (* 1. September 1933 in Kremsmünster) ist ein österreichischer Musikpädagoge und rechtskräftig verurteilter Straftäter. Er war unter dem Ordensnamen Pater Alfons ein Benediktiner im Stift Kremsmünster sowie dessen ehemaliger Regens Chori, Vorstand des Musikarchivs, Konviktsdirektor und Gymnasiallehrer am Stiftsgymnasium Kremsmünster.
August Mandorfer wurde bereits 1996 wegen sexueller Übergriffe aus dem Konvikt abgezogen, jedoch wurden die Hintergründe erst 2010 öffentlich bekannt. Am 27. April 2012 wurde Mandorfer nach einem kirchenrechtlichen Verfahren von Papst Benedikt XVI. in den Laienstand zurückversetzt und am 3. Juli 2013 vom Landesgericht Steyr wegen schwerer Missbrauchsfälle im Stift Kremsmünster zu zwölf Jahren Haft verurteilt.

## Werdegang
Einer alteingesessenen Kremsmünsterer Familie entstammend, besuchte August Mandorfer von 1945 bis 1953 das Stiftsgymnasium als externer Schüler. Am 17. August 1953 wurde er eingekleidet und begann ein Jahr später (am 18. August) im Stift für drei Jahre das Noviziat und nahm den Ordensnamen Alfons an; die ewige Profess legte er am 18. August 1957 ab.
Bereits in Kremsmünster hörte er Philosophie, von 1955 bis 1959 studierte er am Päpstlichen Athenaeum Sant’Anselmo in Rom Theologie. Seine Priesterweihe in Salzburg erfolgte am 13. Juli bzw. 3. August 1958. Von 1959 bis 1962 schloss sich ein Studium der Schulmusik am Konservatorium Mozarteum in Salzburg an, 1962 wurde er auch als Theologe promoviert.
Von diesem Zeitpunkt an wirkte er kontinuierlich in Kremsmünster in einer ganzen Reihe von Funktionen: Seit 1962 unterrichtete er am Stiftsgymnasium als Professor für Religion und Musik, anfänglich bis 1966 auch für Latein. In den Jahren 1962 bis 1970 war er als Präfekt im Konvikt des Stifts tätig, dem er darauf folgend bis zu seiner Pensionierung im Jahr 1996 auch als Konviktsdirektor vorstand. Bis 1965 war er Präses der Marianischen Studien-Kongregation, zugleich war er zwischen 1963 und 1966 am Studium philosophicum Lektor für Ethik. Sowohl 1970 als auch seit 1983 war Mandorfer Mitglied des Wirtschaftsrates, ab 1984 auch des Seniorenrates im Stift Kremsmünster, 1981 war er Delegierter des Konvents für das Generalkapitel der Österreichischen Benediktinerkongregation. Im Jahr 1985 wurde ihm vom Oberösterreichischen Landesschulrat der Berufstitel Oberstudienrat verliehen, mit dem österreichische Gymnasialprofessoren üblicherweise für langjährige pädagogische Verdienste ausgezeichnet werden.
Langjährig war er Adjunkt des Regens Chori Pater Altman Kellner und von 1977 bis 2002 dessen Nachfolger in dieser Funktion. 1964 sorgte Mandorfer für den Fortbestand der Musikschule in Kremsmünster. Von 1981 bis 2008 unterstand ihm das Musikarchiv in der Regenterei. Die Erneuerung der 2005 geweihten Orgel in der Stiftskirche ist zu einem Gutteil auf das Engagement von Mandorfer zurückzuführen.

## Missbrauch von Konvikts-Zöglingen

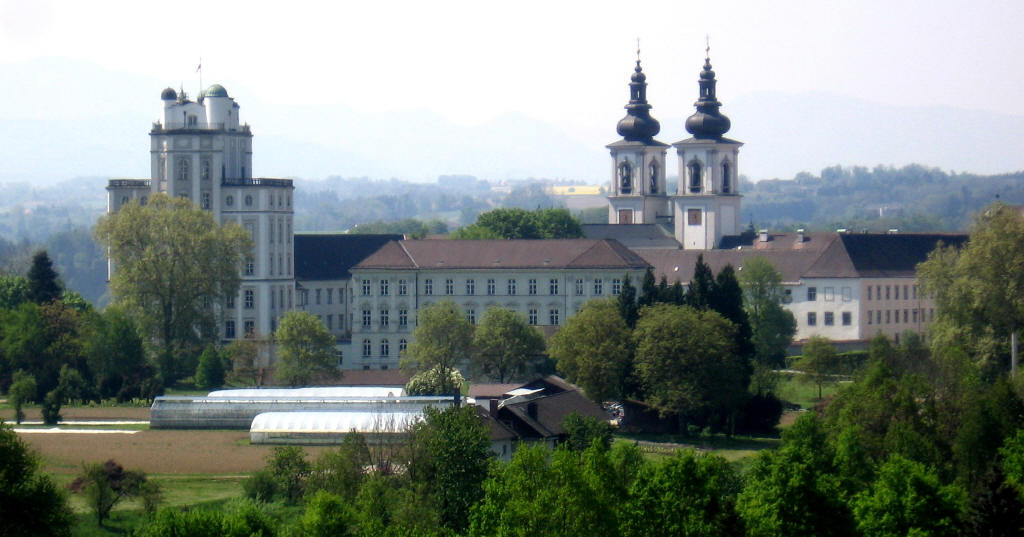
Das Stiftsgymnasium in der Bildmitte. An der Ecke am rechten Bildrand die Fenster von Pater Alfons’ Zimmer in unmittelbarer Nähe zu den Schlafsälen des Konvikts

1995 wurde Mandorfer erstmals sexueller Übergriffe bezichtigt, doch kam es in dieser Zeit, als bereits die Affäre um Kardinal Hans Hermann Groër in den Medien diskutiert wurde, lediglich zu internen Abmahnungen durch den damaligen Abt Oddo Bergmair. Erst ein Jahr später zog die Stiftsleitung Mandorfer aus dem Internat ab, wobei er jedoch bis zu seiner Pensionierung im Jahr 1998 weiterhin am Gymnasium unterrichtete und bis 2002 noch den Knabenchor leitete. In Begleitung seines Beichtvaters Benno Wintersteller unternahm er wiederholt auch mit einzelnen Kindern Erholungsreisen, auf denen es in der Vergangenheit bereits zu Missbrauchshandlungen gekommen war.
Wie im Rahmen der späteren Ermittlungen dokumentiert wurde, hat Mandorfer in den Jahren 1967 bis 1996 nachweislich 24 seiner ehemaligen Schüler sexuell, physisch und psychisch misshandelt, wobei die Dunkelziffer der undokumentierten Fälle angesichts des langen Tatzeitraumes mit Sicherheit wesentlich höher anzusetzen ist. Konkret reichen die Fälle sexuellen Missbrauchs von Manipulationen an den Geschlechtsorganen bis hin zu analer und oraler Vergewaltigung, die Fälle der physischen Misshandlung von sogenannten „Stereowatschen“ bis hin zu sadistisch motivierten Züchtigungen mit einem Ochsenziemer. Auch psychische Übergriffe wie öffentliche Demütigungen, gefährliche Drohung mit einer Pumpgun oder die Erklärung zum „Vogelfreien“ gehörten zum Repertoire Mandorfers.
Ein von Übergriffen im Jahr 1995 betroffener ehemaliger Schüler erstattete im Jahr 2007 erstmals Anzeige bei der Staatsanwaltschaft in Steyr, doch auch damals kam es noch zu keiner öffentlichen Diskussion der Vorfälle. Im Zuge der damaligen gerichtlichen Ermittlungen berief sich Mandorfer in seinen Handlungen u. a. auf den 2002 einschlägig verurteilten Kinderarzt Franz Wurst und räumte laut Vernehmungsprotokoll auch ein, dass er selbst pädophil veranlagt sei. Das Ermittlungsverfahren wurde jedoch im April 2008 vom gerade zum leitenden Staatsanwalt bestellten Guido Mairunteregg auf Grund der damals festgestellten Verjährung wieder eingestellt.
Am 10. März 2010 wurde Mandorfer von einem ehemaligen Zögling des Konvikts erneut mit dem Vorwurf konfrontiert, ihn wiederholt physisch und sexuell missbraucht zu haben. In einer ersten Stellungnahme wies er diese Vorwürfe strikt von sich und warf dem ehemaligen Zögling vor, er habe sich diese „nach 30 Jahren schön zusammengereimt“. Als in der Folge weitere konkrete Anschuldigungen von ehemaligen Zöglingen des Stiftsgymnasiums Kremsmünster an die Öffentlichkeit gelangten, begannen sich die Betroffenen in einem spontan gegründeten Internetforum zu organisieren und auszutauschen. Erst daraufhin sah sich die Stiftsleitung gezwungen, Mandorfer von allen offiziellen Funktionen im Kloster zu suspendieren. Später relativierte Mandorfer sein anfängliches Dementi in einem offenen Brief auf der Webseite des Stiftes mit den Worten „Ein Sadist wollte ich nie sein“. Als direkte Konsequenz der öffentlichen Stellungnahmen Mandorfers wurde er im Mai 2010 aufgrund vereinsschädigenden Verhaltens aus dem Absolventenverband der Altkremsmünsterer ausgeschlossen.
Kurz vor seiner Laisierung hat August Mandorfer Mitte März 2012 das Stift Kremsmünster verlassen, um diesem „wegen der öffentlichen Meinung in seinem Fall keinen Schaden zuzufügen“. Er hatte sich seit 2010 auf Einladung von Abtpräses Christian Haidinger mehrfach vorübergehend im niederösterreichischen Benediktinerstift Altenburg aufgehalten und danach bis kurz nach seiner rechtskräftigen Verurteilung im Alten- und Pflegeheim „Bruderliebe“ der Kreuzschwestern in Wels gewohnt. Am 14. März 2015 ordnete die Vollzugsdirektion seine Inhaftierung an, kurz darauf musste Mandorfer seine Haftstrafe in der Justizanstalt Stein antreten.

## Strafrechtliche Aufarbeitung
Die Staatsanwaltschaft Steyr leitete wegen Verdachts auf Missbrauch des Autoritätsverhältnisses, sexuellen Missbrauchs von Unmündigen, sowie wegen absichtlicher Körperverletzung Ermittlungen gegen insgesamt elf Patres und Professoren des Stiftsgymnasiums Kremsmünster ein. Gegen Mandorfer selbst wurde in mindestens 39 Fällen wegen physischen, psychischen und sexuellen Missbrauchs ermittelt. Aufgrund der Aussagen einiger Betroffenen und nach Anzeige des Abtes wurde im Rahmen einer Hausdurchsuchung eine sogenannte Pumpgun in den privaten Räumlichkeiten Mandorfers im Stift sichergestellt.

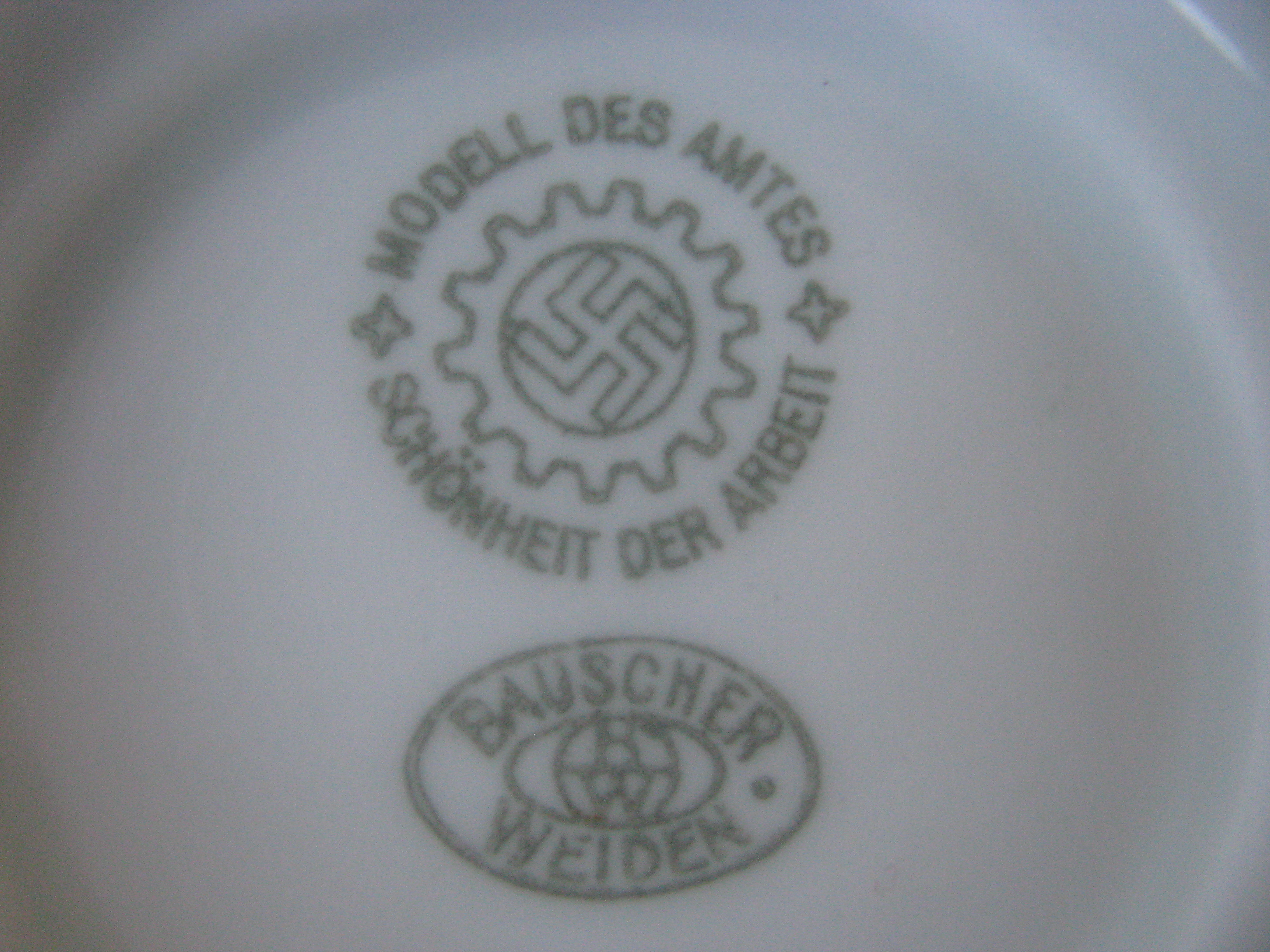
Derartige Teller waren unter der Leitung Mandorfers bis in die 1990er Jahre in Verwendung.

Nachdem ein Gutachten der Linzer Psychiaterin Adelheid Kastner drei der zahlreichen Betroffenen „schwere Folgen“ auf Grund wiederholten Missbrauchs attestiert hatte, erhob die Staatsanwaltschaft Steyr am 9. April 2013 nach rund dreijähriger Ermittlungszeit in 24 Fällen auch Anklage. Mandorfer hatte über seinen Anwalt Oliver Plöckinger zunächst Einspruch gegen die Anklage erhoben, sie wurde jedoch vom Oberlandesgericht Linz Anfang Juni 2013 als rechtskräftig bestätigt. Am 3. Juli 2013 wurde Mandorfer nach dreitägiger Verhandlung von einem Schöffensenat am Landesgericht Steyr in allen Anklagepunkten schuldig gesprochen und zu 12 Jahren Haft verurteilt. „Die Dauer und die Gleichgültigkeit des Angeklagten übersteigt alles Dagewesene“, damit begründete der Richter das hohe Strafmaß. Am 28. Oktober 2014 hat der Oberste Gerichtshof eine Nichtigkeitsbeschwerde Mandorfers zurückgewiesen und damit den Schuldspruch bestätigt. Das Oberlandesgericht Linz hat am 29. Jänner 2015 das endgültige Strafmaß von 12 Jahren bestätigt, jedoch die Schadensersatzforderungen der Betroffenen auf den Zivilrechtsweg verwiesen. Ein von der Richterin angeordnetes medizinisches Gutachten hat festgestellt, dass Mandorfer auf Grund seines Alters nur bedingt haftfähig ist und er deshalb in eine Haftanstalt mit entsprechender Pflegeabteilung eingewiesen werden soll.
Im Zuge des Strafverfahrens wegen Missbrauchs wurde von Opferanwälten eine Sachverhaltsdarstellung wegen nationalsozialistischer Wiederbetätigung nach dem Verbotsgesetz bei der Staatsanwaltschaft Steyr eingebracht. Konkret geht es um Äußerungen, die Mandorfer gegenüber Zöglingen gemacht haben soll wie „Ich hol‘ die Pumpgun und erschieß Dich, Du Jud!“ oder „Ihr seid lebensunwertes Leben, das auszumerzen ist“. Gegen unbekannte Täter richtet sich der Vorwurf, dass im Stiftsinternat von Hakenkreuz-Tellern gegessen worden sei. Im Auftrag der Staatsanwaltschaft Steyr ermittelte das Landesamt für Verfassungsschutz und Terrorismusbekämpfung in dieser Causa gegen den Beschuldigten und das Stift Kremsmünster, das entsprechende Verfahren wurde allerdings letztendlich eingestellt.

## Veröffentlichungen (Auswahl)
- Abt Berthold Vogl von Kremsmünster, sein Wirken als Professor und Rektor an der Salzburger Universität. Diss. theolog. Universität Salzburg 1962.
- Autorität heute. In: Öffentliches Stiftsgymnasium Kremsmünster, Jahresbericht 116 (1973), S. 7–29
- Das neue Schwimmbad. In: Öffentliches Stiftsgymnasium Kremsmünster, Jahresbericht 116 (1973), S. 31–32
- Erziehung und Unterricht in Kremsmünster, In: Kremsmünster. 1200 Jahre Benediktinerstift, Linz 1976, S. 147–192.
- Jubiläumsfeiern in Kremsmünster. In: Öffentliches Stiftsgymnasium Kremsmünster, Jahresbericht 119 (1976), S. 7–44
- Kremsmünster und seine Schulen. In: Jahrbuch 1977 für die Katholiken des Bistums Linz, S. 61–66
- Musikerziehung in Kremsmünster. In: Studien und Mitteilungen zur Geschichte des Benediktinerordens und seiner Zweige 88 (1977), S. 9–52
- Zur Pflege des Oratoriums in Kremsmünster. In: Öffentliches Stiftsgymnasium Kremsmünster, Jahresbericht 120 (1977), S. 67–83
- 1200 Jahre Kremsmünster. Das Stiftsjubiläum im Rückblick. In: Öffentliches Stiftsgymnasium Kremsmünster, Jahresbericht 121 (1978), S. 7–68, mit 9 S. Abb.
- Die Uhrensammlung des Stiftes Kremsmünster. In: Alte Uhren 2 (1979), S. 274–89
- Subprior P. Altman Kellner. In: Öffentliches Stiftsgymnasium Kremsmünster, Jahresbericht 124 (1981), S. 7–14
- Ordnung und Ordnungen im Konvikt. In: Öffentliches Stiftsgymnasium Kremsmünster, Jahresbericht 124 (1981), S. 17–28
- Internat heute – Probleme, Aufgaben, Chancen. In: Öffentliches Stiftsgymnasium Kremsmünster, Jahresbericht 129 (1986), S. 9–18
- Heimordnung Konvikt Kremsmünster. Kremsmünster o. J.
- Anton Bruckner und Kremsmünster. In: Studien & Berichte, Journal of the Internationale Bruckner-Gesellschaft (IBG) 45, Dezember 1995, S. 18–20
- Das Gymnasium im Rückspiegel. In: Öffentliches Stiftsgymnasium Kremsmünster, Jahresbericht 142 (1999)
- „…und es war alle Tage Music“ Die 1000-Jahr-Feier des Stiftes Kremsmünster 1777 als Beispiel für klösterliche Musikpflege im Barock. In: Erbe und Auftrag 82 (2006), S. 383–399

## Mandorfer als Dirigent
- „Stift Kremsmünster – 400 Jahre Musikschaffen“ – CD mit Kompositionen der Patres u. Stiftsmusiker, Benedikt Lechler,  Georg Pasterwiz, bis zu P. Altman Kellner u. a. Ausführende: Chor der Stiftskirche, Solisten und das dazugehörige Orchester. Dirigent: P. Alfons Mandorfer.

## Ehrung
- 1978 Ehrennadel der Marktgemeinde Kremsmünster

In einem Schreiben vom 7. September 2012 hat Mandorfer die Ehrenbürgerschaft der Marktgemeinde Kremsmünster zurückgelegt, noch rechtzeitig bevor die Fraktion der Grünen in der Gemeinderatssitzung am 27. September 2012 einen Antrag auf Aberkennung einbringen konnte.